# Танга (область)
Танга (суахили Mkoa wa Tanga) — одна из 30 областей Танзании. Административный центр — город Танга.

## География
Площадь составляет 26 808 км². Расположена на северо-востоке страны. Граничит с Кенией (на севере), а также с танзанийскими областями: Пвани (на юге), Морогоро (на юго-западе), Маньяра (на западе) и Килиманджаро (на северо-западе). На востоке омывается водами Индийского океана.

## Население
Население по данным на 2002 год — 1 642 015 человек; по данным на 2012 год оно насчитывает 2 045 205 человека. Средняя плотность населения — 76,29 чел./км².

## Административное деление

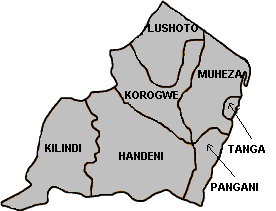
Административное деление

В административном отношении делится на 8 округов:
- Хандени
- Килинди
- Корогве
- Лушото
- Мухеза
- Мкинга
- Пангани
- Танга